# Église de Crète
L’Église de Crète est une juridiction semi-autonome de l'Église orthodoxe rattachée canoniquement au Patriarcat œcuménique de Constantinople. Le primat de l'Église porte le titre d’archevêque de Crète, avec résidence à Héraklion. Le titulaire actuel est l'archevêque Eugène (Antonopoulos), depuis le 5 février 2022.

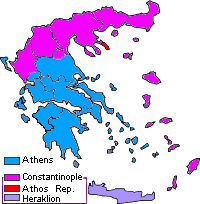
Juridiction des différentes Églises orthodoxes en Grèce :
- En Violet : "Nouvelles terres" dépendant directement du Patriarcat œcuménique de Constantinople, dont dépendent l'Église de Crète (en lilas) et la République monastique du mont Athos (en Rouge);
- En Bleu : Église orthodoxe autocéphale de Grèce.

## Histoire

### Débuts de l'ère chrétienne

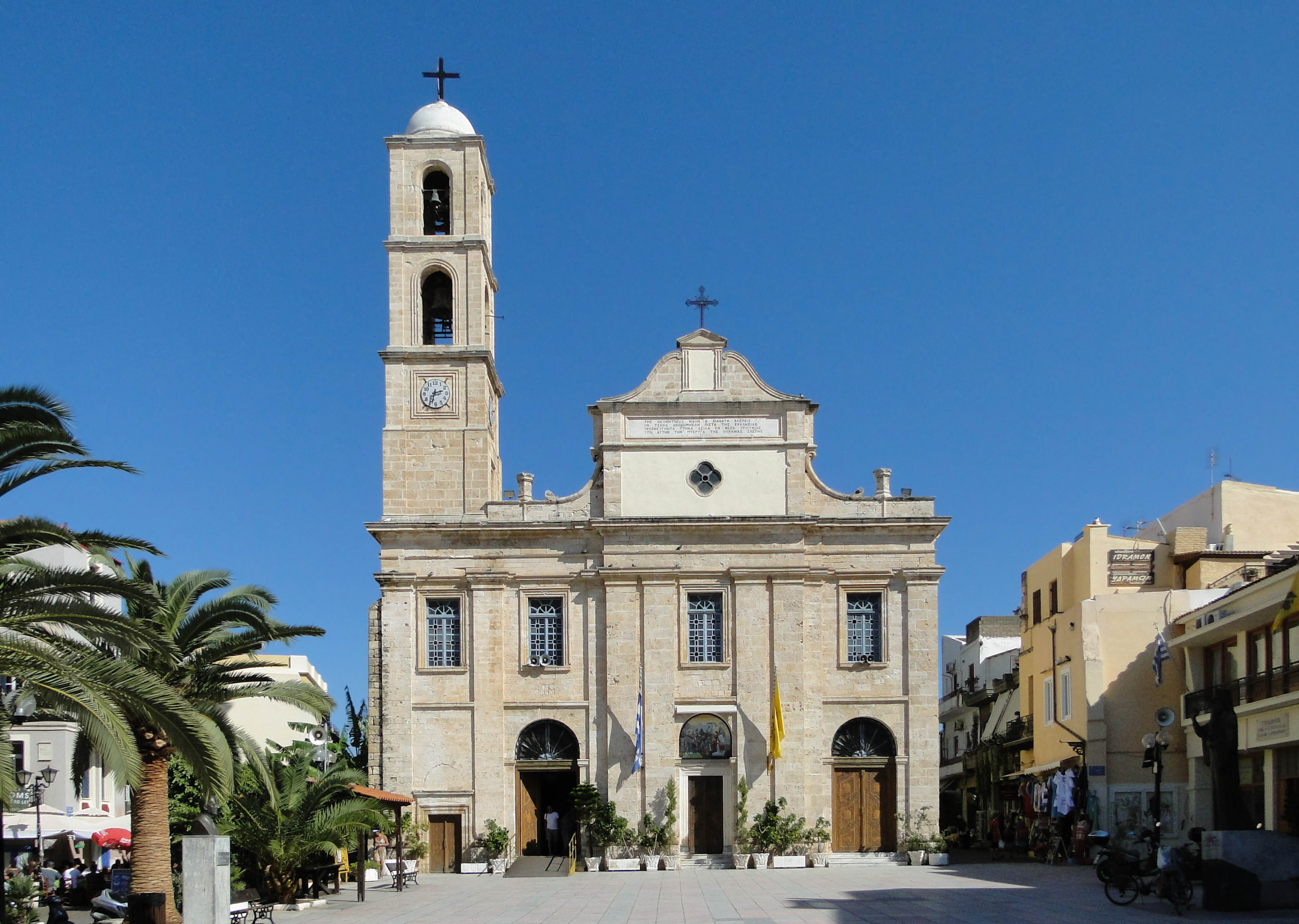
Cathédrale de La Canée.

Paul de Tarse accosta en Crète vers l'an 60 de notre ère au cours de son quatrième voyage le conduisant à Rome pour être jugé. Par une épître écrite à Nicopolis d'Épire vers 63, il demanda au disciple Tite, son compagnon, de former une communauté chrétienne sur l'île, et selon la tradition, il en devint le premier évêque, basé à Gortyne, où l'on trouve les ruines d'une basilique qui lui était dédiée. À l'église Saint-Tite d'Héraklion se trouvent ses reliques conservées depuis 1966 (auparavant, elles étaient à Venise, à la basilique Santa Maria della Salute, où elles ont été gardées pendant la domination turque de la Crète).

### Pendant la Pentarchie
Durant la Pentarchie, l'archevêque de Thessalonique ordonne en 535 que l'archevêché de Crète devienne l'un des 12 archidiocèses placés sous la juridiction, acceptée par le patriarcat de l'Ouest dirigé par le pape de Rome, de la préfecture prétorienne (ὑπαρχία τῶν πραιτωρίων) d'Illyrie (Ἐπαρχότης Ἰλλυρικοῦ), qui subsiste après la division de l'Empire romain en 395. Au Ve siècle lui est annexé le territoire du diocèse d'Apollonia. Les évêques de Crète qui participèrent au deuxième concile de Nicée en 787 furent les suivants : Élie (archevêque de Gortyne), Épiphane de Lampi, Théodore d'Héraklion, Anastase de Knossos, Méliton de Cydonie, Léon Kissamos, Théodore de Syvritos, Léon le Phénicien, Jean d'Arcadie, Épiphane d'Éleutherne, Photine de Kandanos et Sissinios de Chéronée.

### Période arabe
Pendant l'occupation arabe de 827 à 961, l'histoire des chrétiens de Crète n'est guère documentée : la population, soumise à une double-capitation, le kharadj, fuit les plaines qui se dépeuplent tandis que la montagne voit se multiplier bergeries et hameaux dispersés, cachés en amont des vallées ou dans les dépressions d'altitude et vivant d'élevage extensif. Il n'y a plus d'Église crétoise organisée et seuls des chorévêques (χωρεπισϰόποι : évêques itinérants) forment les popes de l'île, sous le contrôle des perichorètes du continent (περιχωρέτοι : responsables des régions périphériques de l’Empire).

### Période vénitienne
Après la dislocation de la Pentarchie au XIe siècle, les Vénitiens attaquent la Crète et s'en emparent au XIIIe siècle. Ainsi naît le duché de Candie qui durera jusqu'à la conquête turque de l'île. Cette période est surtout connue pour l'influence du clergé latin catholique qui se propage face au clergé grec crétois orthodoxe.

### Période ottomane
Dès 1645, les Turcs ottomans délogèrent les Vénitiens qui dominaient la Crète, mettant fin au duché de Candie en 1669, puis prirent en un an le contrôle de la plus grande partie de l'île. Ils expulsent les évêques latins des 11 diocèses orthodoxes qu'ils rétablissent sous l'autorité du Patriarcat œcuménique de Constantinople : Gortyne, Knossos, Arcadie, Chéronée, Avlopotamos, Agrion, y compris le territoire qui était Lampi, alors appelé Rethymno, Lampi ex-Kalamon sur le territoire des anciens Syvritos, Cydonie ex-Agia, Iera Petra ex-Iera, Sitia et Kissamos). Un moine du monastère d'Arkadi, Néophyte Patellaros, est nommé métropolite de Crète en 1647.

### Grèce moderne
La métropole de Crète reste sous la juridiction du Patriarcat œcuménique de Constantinople après le rattachement de l'île à la Grèce en 1913. Elle obtient une semi-autonomie le 20 décembre 1965. Le 28 février 1967 l'évêché d'Héraklion est élevé au rang d'archevêché.

## Organisation
L'Église orthodoxe de Crète comprend neuf évêchés : l'archevêché et huit métropoles.
- Archevêché de Crète, siège à Héraklion, l'archidiocèse compte 201 paroisses.
- Métropole de Gortyne et Arkadi, siège à Moirai
- Métropole de Réthymnon et Avlopotamos, siège à Réthymnon
- Métropole de Kydonia et Apokoronos, siège à La Canée
- Métropole de Lambi, Syvritos et Sfakia, siège à Spili de Réthymnon
- Métropole de Hiérapytna et Sitia, siège à Hiérapétra
- Métropole de Pétra et Herronisos, siège à Néapoli
- Métropole de Kisamos et Selinos, siège à Kisamos
- Métropole d'Arkalochorion, Kastéllion et Viànnos, siège à Arkalochóri